# Luis Alberto Pérez-Rionda
Pour les articles homonymes, voir Luis Pérez et Pérez.
Luis Alberto Pérez-Rionda (né le 16 août 1969 à Matanzas) est un ancien athlète cubain, spécialiste du 100 m.
Lors de Jeux d'Amérique centrale et des Caraïbes organisés en 1998 à Maracaibo au Venezuela, il termine troisième de la finale du 100 m.
Il remporte la médaille de bronze aux Jeux olympiques de Sydney, lors du relais 4 × 100 m, en 38 s 04.